# ウォーターボーイ
『ウォーターボーイ』（The Waterboy）は、1998年のアメリカ合衆国のコメディ映画である。フランク・コラチ監督の3作目の作品で、主演はアダム・サンドラー。誰からも笑いものにされていたアメリカンフットボールの給水係が、選手としての隠れた才能を発揮して、一躍、チームを勝利へと導く存在になるスポーツ映画である。

## ストーリー
主人公ボビー・ブーシェ（アダム・サンドラー）は、誰からも笑いものにされるアメリカンフットボールの給水係だった。ある日、ボビーは長年つとめていたカレッジフットボール強豪チームのクーガーズの給水係を解雇される。一緒に暮らすボビーのママ（キャシー・ベイツ）は、解雇されたおかげで溺愛する息子とずっと一緒にいられると喜ぶが、給水係の仕事を愛するボビーは新しい給水係の職を探して、カレッジフットボール弱小チームのマッド・ドッグスで職に就く。
それでもやはり、新しいチームでボビーは皆からバカにされ、ついにキレたボビーは、選手に強烈なタックルを見舞って失神させてしまう。そのタックルを見たチームコーチのクライン（ヘンリー・ウィンクラー）は、ボビーを大学に入学させて、マッド・ドッグスのラインバッカーとして選手デビューをさせる。クラインの見込みは見事にあたって、試合で大活躍するボビーは、コーチやチームメイト、地元の信頼を得て、一躍スター選手になり女子学生からも人気が出るが、ボビーには相思相愛のガールフレンド、ヴィッキー（フェアルザ・バルク）がいた。
そして、ボビーのタックルはチームを連勝へと導き、かつてボビーが給水係をしていたクーガーズとの決勝戦まで駒を進める。しかし、その決勝戦を前にしてボビーの高校成績証明書が偽造されたものであることが暴かれて、ボビーは試合の出場資格を失う。それでも学力テストを受験して一定の成績を修めれば、出場資格停止を取り消されることとなり、ボビーは一念発起してテストに合格する。
すると今度は、ボビーのママが息子にアメリカンフットボールをやめさせようとして、仮病をつかい入院してしまう。仮病と知らないボビーは付きっきりでママを看病して、アメリカンフットボールをやめようと決心する。そこへ決勝戦前夜、ヴィッキーが地元の人々をつれて総出でママの見舞いに訪れ、ボビーを決勝戦に出してやって欲しいと懇願する。その願いにママは折れて、ボビーを決勝戦へと送り出し、送り出されたボビーは大車輪の活躍を見せて、試合に勝利して優勝を飾る。最後、ボビーとヴィッキーが、ママやクライン、チームメイト、地元の人々に見守られながら結婚式を挙げて、幕を閉じる。

## キャスト
| 役名                              | 俳優                             | 日本語吹替 |
| --------------------------------- | -------------------------------- | ---------- |
| ボビー・ブーシェ                  | アダム・サンドラー               | 関俊彦     |
| ボビー・ブーシェ                  | ジェイミー・ウィリアムス（幼少） | 笹木皓太   |
| ボビー・ブーシェ                  | マット・ベイリス（幼少）         | 笹木皓太   |
| ママ・ブーシェ                    | キャシー・ベイツ                 | 片岡富枝   |
| クライン・コーチ                  | ヘンリー・ウィンクラー           | 樋浦勉     |
| ヴィッキー・ヴァレンコート        | フェアルーザ・バーク             | 石塚理恵   |
| レッド・ボーリュー                | ジェリー・リード                 | 辻村真人   |
| デレク・ウォーレス                | ラリー・ギリアード・Jr           | 林延年     |
| ファーマー・フラン                | ブレイク・クラーク               | 渡部猛     |
| ギー・グレノイユ                  | ピーター・ダンテ                 | 渋谷茂     |
| ライル・ロビドー                  | ジョナサン・ルーラン             | 谷昌樹     |
| パコ                              | クリント・ハワード               | 岡野浩介   |
| ロバート・“ロベルト”・ブーシェSr. | フランク・コラチ                 | 大川透     |
| キャプテン・インセーノ            | ポール・ホワイト                 | 大川透     |
| 本人役                            | リン・スワン                     | 大川透     |
| 本人役                            | ローレンス・テイラー             | 大川透     |
| 本人役                            | ダン・フォーツ                   | 稲葉実     |
| 本人役                            | ブレント・マスバーガー           | 森田順平   |

## スタッフ
- 監督：フランク・コラチ
- キャスティング：ロジャー・マッセンデン
- 音楽：アラン・パスクァ
- 衣装：トム・ブロンソン
- 編集：トム・ルイス
- プロダクションデザイン：ペリー・アンデリン・ブレイク
- 撮影：スティーヴン・バーンスタイン
- 製作：ロバート・シモンズ、ジャック・ジャラプト
- 脚本：ティム・ハーリヒー、アダム・サンドラー